# Масований ракетний обстріл України 22 жовтня 2022
22 жовтня 2022 року російські війська завдали другого масованого ракетного удару по енергетичній інфраструктурі України. Росіяни застосували крилаті ракети повітряного та морського базування. Було завдано 33 ракетних удари, з яких 18 ракет було перехоплено ППО а 15 влучили по важливих енергетичних об'єктах у Кропивницькому і Голованівському районах Кіровоградщини, по енергооб'єкту Одеської області та міста Рівне.

## Обстріл
| Регіон                                              | Місце                                               | Ракета                                              | Збито                                               | Влучання, загиблі/поранені              |
| --------------------------------------------------- | --------------------------------------------------- | --------------------------------------------------- | --------------------------------------------------- | --------------------------------------- |
| Волинська обл.                                      | Ковель                                              | —                                                   | —                                                   | енергетична інфраструктура, жертви: 0/0 |
| Волинська обл.                                      | Луцьк                                               | Х-101                                               | 0/3                                                 | енергетична інфраструктура, жертви: 0/0 |
| Хмельницька обл.                                    | Хмельницький                                        | —                                                   | —                                                   | енергетична інфраструктура, жертви: 0/0 |
| Кіровоградська обл.                                 | Кропивницький р-н                                   | —                                                   | —                                                   | енергетична інфраструктура, жертви: 0/0 |
| Кіровоградська обл.                                 | Голованівський р-н                                  | —                                                   | —                                                   | енергетична інфраструктура, жертви: 0/0 |
| Рівненська обл.                                     | Рівненська обл.                                     | —                                                   | —                                                   | енергетична інфраструктура, жертви: 0/0 |
| Одеська обл.                                        | Одеська обл.                                        | —                                                   | —                                                   | енергетична інфраструктура, жертви: 0/0 |
|                                                     |                                                     |                                                     |                                                     |                                         |
| Миколаївська обл.                                   | Миколаївська обл.                                   | —                                                   | —                                                   | перехоплено українською ППО             |
| Київська обл.                                       | Київська обл.                                       | —                                                   | —                                                   | перехоплено українською ППО             |
| Чернівецька обл.                                    | Чернівецька обл.                                    | —                                                   | —                                                   | перехоплено українською ППО             |
| Львівська обл.                                      | Львівська обл.                                      | —                                                   | —                                                   | перехоплено українською ППО             |
| Україна загалом (не рахуючи систем С-300)           | Україна загалом (не рахуючи систем С-300)           | Україна загалом (не рахуючи систем С-300)           | 18/33                                               | жертви: 0/0                             |
| Відсоток перехоплених ракет ППО та іншими засобами: | Відсоток перехоплених ракет ППО та іншими засобами: | Відсоток перехоплених ракет ППО та іншими засобами: | Відсоток перехоплених ракет ППО та іншими засобами: | 55%                                     |

## Наслідки
В Офісі Президента повідомили про наслідки ракетних ударів 22 жовтня. Станом на 14:00 в Хмельницькій області відключено 672 000 абонентів, в Миколаївській — 188 400, у Волинській області — 102 000, в Черкаській — 242 000, в Рівненській — 174 790, в Кіровоградській — 61 913 та Одеській — 10 500. 